# Dakota Fanning
Dakota Fanning (Conyers, Georgia, 23. veljače 1994.)  američka je glumica, najpoznatija po ulogama u filmovima "Ja sam Sam", "Rat svjetova". i  "Charlotteina mreža". Osvojila je nekoliko nagrada, i do sada ostvarila četrdesetak uloga, a svi koji su s njom radili hvale njenu glumu.

## Životopis

### Raniji život
Dakota je rođena kao Hannah Dakota Fanning, jer je majka htjela ime Hannah, a otac Dakota.  Prijatelji i rodbina ju obično zovu samo Dakota. Dakotina majka Joy je bivša tenisačica, a otac Steve J. Fanning je prije igrao amaterski bejzbol, a sada prodaje elektroniku u Los Angelesu. Dakota ima mlađu sestru Elle, koja je također glumica. Dakota je njemačkog i irskog podrijetla, a ona i njena obitelj su baptisti.

### Početak karijere
Dakota je počela glumiti u dobi od pet godina nakon što se s legendarnim glazbenikom Ray Charlesom pojavljivala u televizijskoj reklami za državnu lutriju, isto tako bila je izabrana i za reklamu za Tide. Njezina prva značajna uloga bila je u NBC-ovoj seriji "ER" kao gostujuća glumica u jednoj epizodi, za koju kaže da joj je jedna od dražih uloga ("Glumila sam žrtvu u prometnoj nesreći koja ima leukemiju. Morala sam nositi ovratnik i cijev za disanje dva dana snimanja").
Nakon toga, imala je nekoliko gostujućih uloga u televizijskim serijama uključujući: "CSI: Crime Scene Investigation", "Prijatelji", "The Practice", "Spin City", "Malcolm u sredini" i "Ally McBeal". U filmu "Ja sam Sam" iz 2001. godine, igrala je ulogu kćeri čovjeka s mentalnim poteškoćama (glumi ga Sean Penn) koji se bori za skrb nad njom. Tom ulogom postala je najmlađa glumica (2002. je imala osam godina) koja je ikada bila nominirana za "Screen Actors Guild nagradu". Dobila je nagradu udruge filmskih kritičara, ali je bila premala da dosegne mikrofon pa ju je, tijekom govora zahvale, držao Orlando Bloom.

### Karijera od 2002. do 2007.
Godine 2002. redatelj Steven Spielberg unajmio je Dakotu za glavnu ulogu Allison "Allie" Clarke/Keys u znanstveno-fantastičnoj mini-seriji "Oteti". Od tada, primila je nekoliko pozitivnih filmskih kritika. Iste godine pojavila se u tri filma: kao oteta žrtva u filmu "Trapped", kao mlada verzija Reese Witherspoon u filmu "Sweet Home Alabama", i kao Katie u filmu "Hansel and Gretel". No, više je bila istaknuta u dva filma objavljena 2003., igrajući u filmovima "Djevojke iz visokog društva", i kao Sally u filmu "Mačak u šeširu". Isto tako, posudila je glas nekim animiranim likovima.
Godine 2004. Dakota je dobila ulogu u filmu "Tjelesna straža", partner joj je bio Denzel Washington. Godine 2005. glumila je zajedno s Robert De Nirom" u filmu "Igra skrivača". Iste godine je posudila glas Lilo u animiranom filmu "Lilo & Stitch 2: Stitch s greškom". Nakon toga dobila je jednu od svojih najvažnijih uloga u filmu "Rat svjetova" u kojem glavnu ulogu ima Tom Cruise. Redatelj "Steven Spielberg" uzeo ju je za tu ulogu jer ima mogućnost da prikaže svoj lik kao da je izložen pravoj situaciji. 2005., je isto tako završila sa snimanjem filma "Sanjarka: Nadahnuto istinitom pričom", u kojem glumi s Kurtom Russellom koji je rekao da je Dakota najbolja glumica s kojom je ikada radio u cijeloj svojoj karijeri. U tom filmu glumi i Kris Kristofferson koji je rekao da je ona kao reinkarnirana Bette Davis. 
Po završetku snimanja "Rata svjetova" bez ikakve pauze prebacila se na snimanje filma "Charlotteina mreža", čije snimanje je završeno u svibnju 2005. godine u Australiji.
Preko ljeta 2006. godine, Dakota je počela raditi na svom najkontroverznijem filmu "Hounddog". "Hounddog" je priča o Lewellen (Dakota Fanning), djevojčici koja postaje žrtva silovanja. Režiserka Deborah Kampmeier bila je pod stalnim napadima kritike zbog filma "Hounddog" koji je premijerno prikazan na festivalu "Sundance" 2007. godine. I prije prvog prikazivanja filma, na Sundance festivalu, američko udruženje "Kršćanska filmska kritika" pozvalo je na bojkot filma zbog nasilnih scena u kojima je glumila Dakota Fanning. Međutim, mlada glumica branila je svoju glumu u ovom filmu.

### Karijera od 2008. – trenutačna
U siječnju 2008., Dakota počinje sa snimanjem filma "The Secret Life of Bees" s Jennifer Hudson i Aliciom Keys. Drugi potencijalni projekt je film "The True Confessions of Charlotte Doyle"  koji bi režirao Danny DeVito.
Od 2OO9 pojavljuje se u nekoliko nastavaka filma Twilight .

### Privatni život
Dakota je ovisnica o čitanju, voli plesti, plivati, jahati, klavir, violinu, balet i mnogo drugih stvari. 
Nosi aparatić za zube i još jedno ortodonsko pomagalo.
Godine 2006. postala je, sa samo 12 godina, najmlađom članicom u povijesti "Akademije filmskih umjetnosti i znanosti" (AMPAS), diljem svijeta čuvene po dodjeli Oscara.

## Filmografija
| Godina | Film                                    | Uloga                       | Bilješke                         |
| ------ | --------------------------------------- | --------------------------- | -------------------------------- |
| 2001.  | Father Xmas                             | Clairee                     | 20-minuta dugo                   |
| 2001.  | Ja sam Sam                              | Lucy Diamond Dawson         | Dijelila uloge s Elle Fanning    |
| 2002.  | Oteti (TV)                              | Allison "Allie" Clarke/Keys | Miniserija                       |
| 2002.  | Trapped                                 | Abigail Jennings            |                                  |
| 2002.  | Sweet Home Alabama                      | Melanie (kao dijete)        |                                  |
| 2002.  | Hansel and Gretel                       | Katie                       |                                  |
| 2003.  | Djevojke iz visokog društva             | Lorraine "Ray" Schleine     |                                  |
| 2003.  | Mačak u šeširu                          | Sally                       |                                  |
| 2003.  | Kim Possible: A Sitch in Time           | Preschool Kim (glas)        |                                  |
| 2004.  | Tjelesna straža                         | Lupita Martin Ramos         |                                  |
| 2004.  | Moj susjed Totoro                       | Satsuki Kusakabe (glas)     | Redatelj Hayao Miyazaki          |
| 2004.  | In the Realms of the Unreal             | Narrator (glas)             |                                  |
| 2005.  | Igra skrivača                           | Emily Callaway              |                                  |
| 2005.  | Rat svjetova                            | Rachel Ferrier              |                                  |
| 2005.  | Lilo & Stitch 2                         | Lilo                        |                                  |
| 2005.  | Sanjarka: Nadahnuto istinitom pričom    | Cale Crane                  |                                  |
| 2005.  | Nine Lives                              | Maria                       |                                  |
| 2006.  | Charlotteina mreža                      | Fern Arable                 |                                  |
| 2007.  | Hounddog                                | Lewellen                    |                                  |
| 2007.  | Cutlass                                 | Lacy                        | Kratak film, dostupan online     |
| 2008.  | Coraline                                | Coraline (glas)             | Post Produkcija                  |
| 2008.  | Winged Creatures                        | Anne Hagen                  | Post Produkcija                  |
| 2008.  | Push                                    | Cassie Holmes               | Post Produkcija                  |
| 2008.  | The Secret Life of Bees                 | Lily Owens                  |                                  |
| 2008.  | The True Confessions of Charlotte Doyle | Charlotte Doyle             | Redatelj je Danny DeVito         |
| 2009.  | Mladi mjesec                            | Jane                        | Redatelj je Chris Weitz          |
| 2010.  | The Runaways                            | Cherie Currie               | Redateljica je Floria Sigismondi |
| 2010.  | Pomrčina (2010.)                        | Jane                        | Redatelj je David Slade          |
| 2012.  | Now Is Good                             | Tessa Scott                 | Redatelj je Ol Parker            |

## Istaknuta TV gostovanja
| Godina | TV show                        | Uloga                     | Epizoda                            |
| ------ | ------------------------------ | ------------------------- | ---------------------------------- |
| 2000.  | ER                             | Delia Chadsey             | "The Fastest Year"                 |
| 2000.  | Ally McBeal                    | Ally (5 godina)           | "Ally McBeal: The Musical, Almost" |
| 2000.  | Strong Medicine                | Edie's Girl               | "Misconceptions"                   |
| 2000.  | CSI: Crime Scene Investigation | Brenda Collins            | "Blood Drops"                      |
| 2000.  | The Practice                   | Alessa Engel              | "The Deal"                         |
| 2000.  | Spin City                      | Cindy                     | "Toy Story"                        |
| 2001.  | Malcolm u sredini              | Emily                     | "New Neighbors"                    |
| 2001.  | The Fighting Fitzgeralds       | Marie                     | "Pilot"                            |
| 2001.  | Family Guy                     | Little girl               | "To Live and Die in Dixie"         |
| 2001.  | The Ellen Show                 | Young Ellen               | "Missing the Bus"                  |
| 2004.  | Justice League Unlimited       | Young Wonder Woman (glas) | "Kid Stuff"                        |
| 2004.  | Prijatelji                     | Mackenzie                 | "The One with Princess Consuela"   |

## Nagrade
Kids Choice Awards
•	2007. Favorite Movie Actress
Saturn Award
•	2006. Best Performance mlade glumice, "Rat svjetova"
BFCA Awards|BFCA Award
•	2006. Best Young Actress, "Rat svjetova"
•	2002. Best Young Actor/Actress, "Ja sam Sam"
Sierra Awards|Sierra Award
•	2005. Youth in Film, "Rat svjetova"
•	2002. Youth in Film, "Ja sam Sam"
Bronze Leopards|Bronze Leopard
•	2005. Best Actress (dijeli ju s ostalim članovima glumačke postave), "Nine Lives"
MTV Movie Award
•	2005. Best Frightened Performance, "Hide and Seek"
Satellite Award:Special Achievement Award
•	2002. Outstanding New Talent, "Ja sam Sam"
Young Artist Award
•	2006. Best Performance in a Feature Film – za vodeću mladu glumicu, "Dreamer: Inspired by a True Story"
•	2002. Best Performance in a Feature Film – za mladu ispod 10 godina, "Ja sam Sam"

## Vanjske poveznice
- Dakota Fanning u internetskoj bazi filmova IMDb-u (engl.)